# 안드레이 플렌코비치

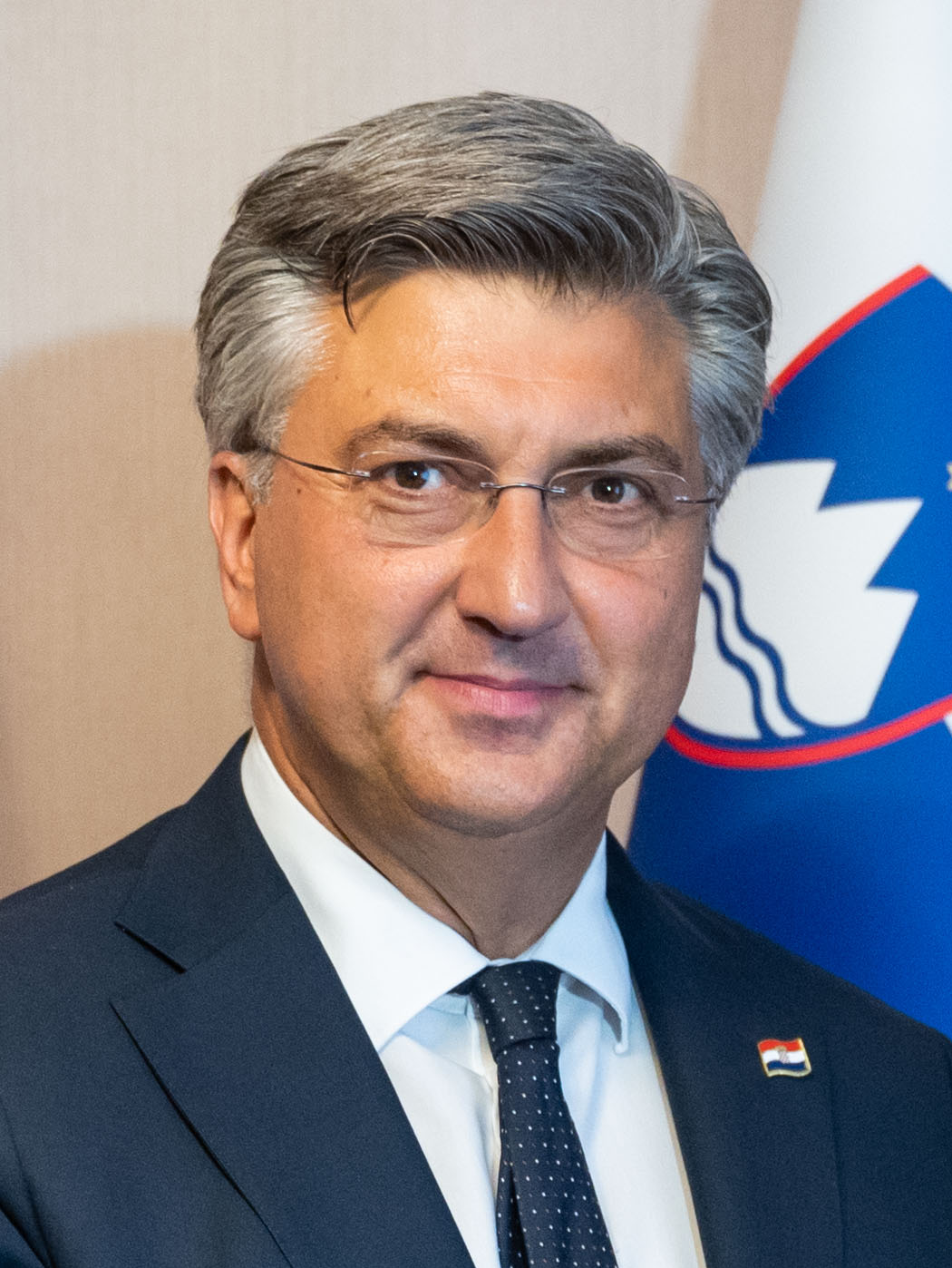
안드레이 플렌코비치 (2024년)

안드레이 플렌코비치(크로아티아어: Andrej Plenković, 1970년 4월 8일 자그레브 ~ )는 크로아티아의 정치인이다. 소속 정당은 크로아티아 민주연합이다.
1988년에 자그레브 대학교 법학과에 입학했다. 1993년 《유럽 공동체의 기구와 의사 결정 과정》에 관한 논문을 발표하면서 대학교를 졸업했다. 2013년 7월 1일부터 2016년 10월 12일까지 유럽 의회의 크로아티아 대표 의원을 역임했고 2016년 7월 17일에는 크로아티아 민주연합 대표로 임명되었다. 2016년 10월 19일부터 2020년 7월 5일까지 첫번째 총리를 4년 동안을 재임 중이었다가 2020년 7월 5일부터 2024년 10월 19일까지 두 번째 총리를 4년 3개월 동안을 재임 중이었다가 총리으로 2024년 10월 19일부터는 세 번째 취임하여 재직 중이다.